# Kyllinga eximia
Kyllinga eximia är en halvgräsart som beskrevs av Charles Baron Clarke. Kyllinga eximia ingår i släktet Kyllinga och familjen halvgräs. Inga underarter finns listade i Catalogue of Life.